# 井上ひかり (声優)
井上 ひかり（いのうえ ひかり、1994年1月16日 - ）は、日本の女性声優、歌手。兵庫県出身。シグマ・セブンe所属。

## 来歴
2008年、アニマックス・J:COM主催「第2回全日本アニソングランプリ」で審査員特別賞を受賞。
2009年、テレビアニメ『戦場のヴァルキュリア』のアイシャ・ノーマン役で声優デビュー。また、同作品の後期エンディングテーマ『ひとつの願い』で歌手デビューを果たす。
2012年4月、大学入学。
2014年、ソニー・ミュージックアーティスツを退所。その後は、シグマ・セブン付属養成所21期生を経て、2016年4月1日よりシグマ・セブンeの所属となる。

## 人物
中学生の時に、『なかよし』でのモデル経験がある。
愛称は「ひーちゃん」で、これは井上が公式ブログ内で募集し採用した経緯がある。
ピンクリボンアドバイザーを取得しており、2015年2月15日に開催された「KOBEフラワーテント」にて はじめてピンクリボン活動を行った。

## 出演

### テレビアニメ
- 戦場のヴァルキュリア（2009年、アイシャ・ノーマン[12]）

### イベント
- 第一回アニミックス（2008年11月3日、インテックス大阪）
- j:com福岡 HAPPY CHANNEL FESTA（2008年11月16日、ソラリアプラザ1Fイベントスペース）
- ケーブルテレビショー in KANSAI 2008（2008年11月30日、ATCホール）
- アニソン応援キャラバン（2009年7月19日、サッポロファクトリーアトリウム）
- 東京府中商工まつり（2009年8月8日、大國魂神社）
- 第3回全日本アニソングランプリ決勝大会 ゲストライブ（2009年9月21日、ニューピアホール）
- ケーブルフェスタ名古屋 アニマックス 全日本アニソングランプリ 優勝者ライブ（2009年10月17日、名古屋市オアシス21 銀河の広場特設ステージ）
- ケーブルテレビショー in KANSAI 2009（2009年11月22日、ATCホール）
- 第4回全日本アニソングランプリ決勝大会 ゲストライブ（2010年9月25日、ニューピアホール）
- ベストヒット☆SMA（2010年10月17日、原宿アストロホール・CCレモンホール）
- プレフェスタ1204 in KOBE 六甲アイランド（2011年12月4日、ジュリアホール）
- アニソンフェスタ2012 in KOBE 六甲アイランド（2012年2月25日、オルビスホール）
- アニソンライブ奇跡!と絆の宮内タカユキ！ MaidenVoyage（2012年4月1日）
- COMIN' KOBE 12（2012年5月5日、神戸ポートアイランド・神戸夙川学院大学）
- 〜神戸から東日本の被災地へエールを送る〜ANIME FAIR KANSAI2012（2012年9月8日・9日、神戸ポートアイランド・国際展示場2号館）
- アニソンフェスタ2013 in KOBE 六甲アイランド（2013年2月10日、ジュリアホール）
- KOBEポップカルチャーフェスティバル（2013年9月23日、神戸市立地域人材支援センター）
- KOBE新長田ポップカルチャーフェスティバル 青春ラジメニアイベントゲストライブ（2014年3月22日、神戸市新長田）
- アニソンフェスタ2015 in KOBE フラワーテント（2015年2月14日、東遊園地）

### その他
- 夏フェス2019

## ディスコグラフィ

### シングル
| 枚  | 発売日       | タイトル     | 規格品番  | オリコン最高位 |
| --- | ------------ | ------------ | --------- | -------------- |
| 1st | 2009年8月5日 | ひとつの願い | SVWC-7644 | 138位          |

### 歌手参加楽曲
| 発売日  | 商品名                                  | 歌                            | 楽曲                  | 備考                                       |
| 2010年  | 2010年                                  | 2010年                        | 2010年                | 2010年                                     |
| ------- | --------------------------------------- | ----------------------------- | --------------------- | ------------------------------------------ |
| 4月21日 | 戦場のヴァルキュリア ソングコレクション | 井上ひかり with 義勇軍第7小隊 | 「BRIGHTEST MORNING」 | テレビアニメ『戦場のヴァルキュリア』挿入歌 |

### タイアップ
| 楽曲              | タイアップ                                             | 時期   |
| ----------------- | ------------------------------------------------------ | ------ |
| ひとつの願い      | テレビアニメ『戦場のヴァルキュリア』エンディングテーマ | 2009年 |
| BRIGHTEST MORNING | テレビアニメ『戦場のヴァルキュリア』挿入歌             | 2009年 |